# Marie Logoreci
Marie Logoreci, nata Marie Çurcija (Scutari, 23 settembre 1920 – Tirana, 19 giugno 1988), è stata una cantante e attrice albanese.

## Biografia
Nacque a Scutari, nel 1920. Suo padre, Palok Çurçia, era un artigiano, mentre la madre Rosa era casalinga. Palok fu uno dei fondatori del sindacato "Società operaia". Marie conobbe sin da bambina le difficoltà economiche ed i drammi sociali del tempo che si rispecchiavano anche nella famiglia. Crebbe presto ed entrò nella scuola femminile delle "Suore Stigmatine", che contava nel suo programma d'istruzione anche materie religiose facoltative. In famiglia era chiamata Tushi.
Già dai tempi del ginnasio si notarono le sue attitudini artistiche, disegno e canto su tutti. Più tardi cominciò ad accompagnare se stessa col mandolino o la chitarra. Sono arrivati a noi circa venti disegni di quel tempo.
Imparò le lingue italiana e serba, ma ciò che influì sulla sua formazione lasciando traccia indelebile, fu la conoscenza sin da piccola delle abitudini, tradizioni e dell'epos del Nord attraverso i montanari che venivano ospitati nella casa del padre. La conoscenza e più tardi lo studio di queste abitudini, dell'ambiente, del folklore e dell'etnografia fu una sua grande passione.
Marie lasciò Scutari nel 1937 all'età di diciassette anni. Si sposò a Tirana nel 1937 con Kolë Logoreci, che in quel tempo era tornato da Vienna dove per dieci anni aveva frequentato le scuole medie e superiori di economia e per cinque anni aveva studiato il violino presso gli "Amici della musica". Era un brillante economista e nel giro di pochi anni divenne capo del bilancio dello Stato, meritandosi il più alto titolo di quel tempo in Albania, "Cavaliere dell'Ordine di Skanderbeg". Kolë era il figlio maggiore del patriota e linguista Mati Logoreci, una della più note figure della famiglia dei Logoreci, menzionata nella storia scritta sin dall'anno 1300 con il nome Logoreseos. 
Nella casa dei Logoreci Maria entrò in contatto con l'alta società albanese del tempo, grazie agli incontri di Mati con Fishta e Ernest Koliqi, Çabej e Xhuvani e i racconti di Mati per Gurakuqi e Mjeda (figlio della zia paterna di Mati). In questo ambiente Marie trovò gli stimoli per imparare il tedesco dal marito ed alle sue passioni aggiunse quella della bicicletta. Amava le gite in bicicletta insieme al marito andando spesso a Durazzo, ma anche a Scutari.
La vita artistica di Maria cominciò quando esordì come cantante a Radio Tirana nel 1945 esibendosi come solista in diretta, in trasmissioni di 20 minuti, con canti popolari di Scutari e dell'Albania centrale. Nel frattempo seguì un corso annuale di canto che era stato aperto accanto al liceo artistico di Tirana con la professoressa Jorgjia Truja (Artista del Popolo). Cominciò anche a cantare nei concerti che si davano alla capitale in diverse occasioni.
Nel 1947 fece parte come solista nel Coro Generale dello Stato col quale fece anche tournée fuori del paese.
Notate le sue capacità come cantante, le venne proposto di lavorare al Teatro Popolare. Questo passaggio fu difficile sia per Marie sia per l'ambiente che la circondava. La famiglia, di vedute moderne, ed il marito Kolë ebbero un notevole ruolo, appoggiandola e sollevandola da molti lavori di casa in modo che potesse sviluppare il suo talento. Nel novembre 1947 Marie divenne un'attrice del Teatro popolare.
La sua vita sul palcoscenico non fu facile, poiché morì suo marito Kolë e si dovette occupare sola del figlio.
Tra le sue recitazioni principali, si possono ricordare Alisa Lengton, la borghese capricciosa, conservatrice, ipocrita e razzista nel dramma Le profonde radici; Kristina Padera l'ipocrita maligna, capo dei congiurati nel Complotto dei condannati; Gertrude, la regina che lotta con se stessa senza trovare vie di uscita nell'Amleto; Fatime, la donna esperta di intrighi di carte, tanto servile quanto arrogante nello Halili e Hajria; Bernarda Alba, la donna oscura, la dittatrice forte e sconvolgente. 
Il lungo lavoro come attrice fece sì che le nascesse un interesse verso la regia, che però non occupa un posto importante nella sua opera creativa.
Marie è stata anche una pioniera del cinema albanese. Fu infatti fra gli interpreti del primo cortometraggio albanese e girò poi altri dodici film. La recitazione di Marie Logoreci nei film conserva in una certa misura le caratteristiche dell'interpretazione scenica. I primi ruoli nella cinematografia certamente hanno avuto la loro difficoltà e lei stessa lo sottolineò parlando delle proprie interpretazioni nei film.
Il 19 giugno 1988 Marie Logoreci morì improvvisamente per un attacco cardiaco nella sua casa a Tirana.

## Filmografia
- Scanderbeg l'eroe shqiptare, regia di Sergei Yutkevich (1954) - La Contessa
- Fëmijët e saj, regia di Hysen Hakani - cortometraggio (1957) - Fatime
- Tana, regia di Kristaq Dhamo (1958) - Madre di Stefan
- Detyrë e posaçme, regia di Kristaq Dhamo (1963)
- Toka jonë, regia di Hysen Hakani (1964)
- Oshëtime në bregdet, regia di Hysen Hakani (1966) - Madre
- Njësiti guerril, regia di Hysen Hakani (1969) - Madre
- Operacioni Zjarri, regia di Muharrem Fejzo (1973)
- Dollia e dasmës sime, regia di Mark Topallaj (1978)

## Teatro
Marie Logoreci interpretò oltre 40 testi teatrali, tra cui si ricordano:
- Tartuffe (1947) - Elmira
- La questione russa (1947) - Jessie
- Questione russa (1947) - Jessie
- Le profonde radici (1949) - Alisa Lengton
- Complotto dei condannati (1950) - Christina Padera
- Halili e Hajrie (1950) - Fatima
- I sei amanti (1952) - Alyona Patrovna
- Nostra Terra (1954) - Loke
- Amore e intrigo (1957) - Lady Milford
- I sette di Shala (1958) - Tringa
- Amleto (1960) - Gertrude
- La casa di Bernarda Alba (1961) - Bernarda Alba
- Morale della signora Dulska (1962) - Tadrahova
- Grande muro inseparabile (1966) - Madre Jun
- I Perkolgjinajt (1966) - Mara
- Drita (1967) - Manushaqja - Regia di Marie Logoreci
- La ragazza dei monti (1967) - Prenda
- Il tetto di tutti (1968) – La vecchia donna
- La grande inondazione (1977) - Gjela